# Florian von Heintze
Florian Freiherr von Heintze (* 3. Dezember 1960) ist ein deutscher Journalist.

## Leben
Von Heintze begann 1981 seine journalistische Laufbahn bei der Berliner Boulevardzeitung B.Z. Anschließend war er Reporter bei Bild am Sonntag, bevor er als ASV-Korrespondent in New York und für die Bildzeitung in Bonn arbeitete. Später wurde er stellvertretender Chefredakteur der Zeitschrift Bunte. Seit 1994 Chefredakteur von TVneu, übernahm er 1999 außerdem die redaktionelle Leitung der Funk Uhr. Im Februar 2001 wurde von Heintze zusätzlich Chefredakteur der Bildwoche. Bis 2003 führte er die drei ASV-Blätter in Personalunion. Von August 2003 bis Oktober 2004 kehrte er als Chefredakteur zur B.Z. zurück. Anschließend wechselte er als stellvertretender Chefredakteur erneut zur Bild-Zeitung. Von 2020 bis 2022 war er dort als Stellvertreter des Chefredakteurs verantwortlicher Blattmacher der Bundesausgabe und V.i.S.d.P. Seit 2003 ist von Heintze selbständiger Medienberater in Berlin.
1993 heiratete er Birgit Marquardt (jetzt Birgit Freifrau von Heintze) in der St. Marienkirche zu Lübeck. 1995 bekamen sie ihre erste Tochter und 1997 eine zweite. 
Von Heintze ist Mitglied des Advisory Board von RAND Europe (Brüssel/Cambridge), Visiting Fellow an der University of Southern California in Los Angeles (USC Annenberg School for Communication and Journalism) sowie Alumni des Aspen Instituts. 
Er ist Mitglied im Waldbesitzerverband Brandenburg e.V., Inhaber des Forstbetriebs „AForest“ und Mitglied im Landesjagdverband Brandenburg e.V.